# Michal Mertiňák
Michal Mertiňák (Považská Bystrica, Txecoslovàquia, 11 d'octubre de 1979) és un jugador professional de tennis eslovac. Es distingeix en la modalitat de dobles, en la qual ha aconseguit 13 títols d'ATP i ha aconseguit la posició número 12 de la classificació mundial, coincidint amb el txec František Čermák com a company.
És un freqüent integrant de l'equip eslovac de Copa Davis i ha sigut partícip de l'únic equip eslovac de Copa Davis que va aconseguir una final de la competició en el 2005 enfront Croàcia, en la qual va disputar dos partits individuals. El seu rècord en la competició és de 6-4 en dobles i 6-5 en individuals.

## Palmarès: 13 (0−13)

### Dobles: 25 (13−12)
| Llegenda (pre/post 2009)                                 |
| -------------------------------------------------------- |
| Grand Slams (0−0)                                        |
| Tennis Masters Cup / ATP Finals (0−0)                    |
| ATP Masters Series / ATP World Tour Masters 1000 (0−0)   |
| ATP International Series Gold / ATP World Tour 500 (3−0) |
| ATP International Series / ATP World Tour 250 (10−12)    |

| Títols per superfície |
| --------------------- |
| Dura (3−5)            |
| Gespa (0−0)           |
| Terra batuda (10−6)   |
| Moqueta (0−1)         |

| Resultat  | Núm. | Data                   | Torneig                    | Superfície       | Parella           | Oponents en la final                   | Marcador             |
| --------- | ---- | ---------------------- | -------------------------- | ---------------- | ----------------- | -------------------------------------- | -------------------- |
| Finalista | 1.   | 25 de juliol de 2005   | Umag, Croàcia              | Terra batuda     | David Škoch       | Jiří Novák Petr Pála                   | 3−6, 3−6             |
| Guanyador | 1.   | 2 de gener de 2006     | Chennai, Índia             | Dura             | Petr Pála         | Prakash Amritraj Rohan Bopanna         | 6−2, 7−5             |
| Guanyador | 2.   | 30 de gener de 2006    | Zagreb, Croàcia            | Moqueta (i)      | Jaroslav Levinský | Davide Sanguinetti Andreas Seppi       | 7−6(7), 6−1          |
| Guanyador | 3.   | 29 de juliol de 2007   | Umag                       | Terra batuda     | Lukáš Dlouhý      | Jaroslav Levinský David Škoch          | 6−1, 6−1             |
| Guanyador | 4.   | 17 de setembre de 2007 | Bucarest, Romania          | Terra batuda     | Oliver Marach     | Martín García Sebastián Prieto         | 7−6(2), 7−6(8)       |
| Guanyador | 5.   | 1 de març de 2008      | Acapulco, Mèxic            | Terra batuda     | Oliver Marach     | Agustín Calleri Luis Horna             | 6−2, 6−7(3), [10−7]  |
| Guanyador | 6.   | 14 de juliol de 2008   | Umag (2)                   | Terra batuda     | Petr Pála         | Carlos Berlocq Fabio Fognini           | 2−6, 6−3, [10−5]     |
| Finalista | 2.   | 2 de febrer de 2009    | Viña del Mar, Xile         | Terra batuda     | František Čermák  | Pablo Cuevas Brian Dabul               | 3−6, 3−6             |
| Guanyador | 7.   | 28 de febrer de 2009   | Acapulco (2)               | Terra batuda     | František Čermák  | Łukasz Kubot Oliver Marach             | 4−6, 6−4, [10−7]     |
| Guanyador | 8.   | 19 de juliol de 2009   | Stuttgart, Alemanya        | Terra batuda     | František Čermák  | Victor Hănescu Horia Tecău             | 7−5, 6−4             |
| Guanyador | 9.   | 2 d'agost de 2009      | Umag (3)                   | Terra batuda     | František Čermák  | Johan Brunström Jean-Julien Rojer      | 6−4, 6−4             |
| Guanyador | 10.  | 26 de setembre de 2009 | Bucarest (2)               | Terra batuda     | František Čermák  | Johan Brunström Jean-Julien Rojer      | 6−2, 6−4             |
| Finalista | 3.   | 25 d'octubre de 2009   | Moscou, Rússia             | Dura (i)         | František Čermák  | Pablo Cuevas Marcel Granollers         | 4−6, 7−5, [10−8]     |
| Guanyador | 11.  | 8 de novembre de 2009  | València, Espanya          | Dura (i)         | František Čermák  | Marcel Granollers Tommy Robredo        | 6−4, 6−3             |
| Finalista | 4.   | 11 de gener de 2010    | Doha, Qatar                | Dura             | František Čermák  | Guillermo García López Albert Montañés | 6−4, 7−5             |
| Finalista | 5.   | 1 d'agost de 2010      | Umag (2)                   | Terra batuda     | František Čermák  | Leoš Friedl Filip Polášek              | 3−6, 6−7(7)          |
| Guanyador | 12.  | 3 d'octubre de 2010    | Kuala Lumpur, Malàisia     | Dura (i)         | František Čermák  | Mariusz Fyrstenber Marcin Matkowski    | 7−6(3), 7−6(5)       |
| Finalista | 6.   | 19 de febrer de 2012   | São Paulo, Brasil          | Terra batuda (i) | André Sá          | Eric Butorac Bruno Soares              | 6−3, 4−6, [8−10]     |
| Finalista | 7.   | 26 de febrer de 2012   | Buenos Aires, Argentina    | Terra batuda     | André Sá          | David Marrero Fernando Verdasco        | 4−6, 4−6             |
| Finalista | 8.   | 4 de març de 2012      | Delray Beach, Estats Units | Dura             | André Sá          | Colin Fleming Ross Hutchins            | 6−2, 6−7(5), [13−15] |
| Finalista | 9.   | 15 de juliol de 2012   | Stuttgart                  | Terra batuda     | André Sá          | Jérémy Chardy Łukasz Kubot             | 1−6, 3−6             |
| Guanyador | 13.  | 20 d'octubre de 2012   | Moscou                     | Dura (i)         | František Čermák  | Simone Bolelli Daniele Bracciali       | 7−5, 6−3             |
| Finalista | 10.  | 17 de febrer de 2013   | São Paulo (2)              | Terra batuda (i) | František Čermák  | Alexander Peya Bruno Soares            | 7−6(5), 2−6, [7−10]  |
| Finalista | 11.  | 9 de febrer de 2014    | Zagreb                     | Dura (i)         | Philipp Marx      | Jean-Julien Rojer Horia Tecău          | 6−3, 4−6, [2−10]     |
| Finalista | 12.  | 27 de juliol de 2014   | Gstaad, Suïssa             | Terra batuda     | Rameez Junaid     | Andre Begemann Robin Haase             | 3−6, 4−6             |

## Trajectòria

### Dobles
| Open d'Austràlia | A  | 2R | 2R | 1R | 2R | 1R | 2R | 2R | 1R | A   | 0 / 8   | 5–8     |
| Roland Garros | A  | 3R | 2R | 3R | 2R | 3R | 1R | 1R | 2R | 1R  | 0 / 9   | 9–9     |
| Wimbledon | QF | 2R | 1R | 1R | 2R | 2R | A  | 1R | 2R | A   | 0 / 8   | 7–8     |
| US Open | 2R | 1R | 2R | 3R | 2R | 1R | A  | 3R | 1R | A   | 0 / 8   | 7–8     |
| Rànquing a final d'any | 64 | 44 | 54 | 38 | 14 | 25 | 62 | 42 | 83 | 110 | 255–287 | 255–287 |
| Llegenda: G: Guanyador; F: Finalista; SF: Semifinalista; QF: Quarts de final; Q: Qualificació; A: Absent; RR: Round Robin |    |    |    |    |    |    |    |    |    |     |         |         |